# Annecy cinéma italien
Annecy cinéma italien è un festival di film italiani che si tiene all'inizio dell'ottobre di ogni anno nella città francese di Annecy. La prima edizione si svolse nel 1983.
Oltre al premio per il miglior film (Grand prix Annecy Cinéma Italien) e per la migliore interpretazione maschile e femminile, la giuria assegna premi e menzioni speciali, e dal 1989 il "Premio Sergio Leone" a un autore emergente di cui il Festival vuole promuovere la conoscenza e la diffusione in Francia.

## Cronologia

### 1983

#### Film in concorso
- La morte al lavoro di Gianni Amelio
- Il piccolo Archimede di Gianni Amelio
- Identificazione di una donna di Michelangelo Antonioni
- La luna di Bernardo Bertolucci
- Berlinguer ti voglio bene di Giuseppe Bertolucci
- Gran bollito di Mauro Bolognini
- Jamais de la vie di Mario Brenta
- Il buon soldato di Franco Brusati
- Parliamo tanto di me di Fabio Carpi
- Il matrimonio di Caterina di Luigi Comencini

### 1984

#### Film in concorso
- Noi tre di Pupi Avati
- Fuori dal giorno di Paolo Bologna
- Gli occhi, la bocca di Marco Bellocchio
- Enrico IV di Marco Bellocchio
- Amore tossico di Claudio Caligari
- Les chiens de Jérusalem di Fabio Carpi
- Pianoforte di Francesca Comencini
- Il futuro è donna di Marco Ferreri
- Via degli specchi di Giovanna Gagliardo
- Il principe di Homburg di Gabriele Lavia
- Ybris  di Gavino Ledda

### 1985

#### Giuria
Marco Bellocchio, Tonino Guerra, Françoise Maupin, Simon Mizrahi, Francis Reusser, André Téchiné.

#### Film in concorso
- Festa di laurea di Pupi Avati
- Il diavolo sulle colline di Vittorio Cottafavi
- Così parlò Bellavista di Luciano De Crescenzo
- Difendimi dalla notte di Claudio Fragasso
- Un caso d'incoscienza di Emidio Greco
- Cuori nella tormenta di Enrico Oldoini
- Live di Bruno Bigoni e Kiko Stella
- Polsi sottili di Giancarlo Soldi
- Giulia in ottobre di Silvio Soldini

#### Premi
- Grand prix Annecy Cinéma Italien: Luciano De Crescenzo per Così parlò Bellavista
- Premio speciale della giuria a Silvio Soldini per Giulia in ottobre

### 1986

#### Giuria
Willy Hermann, Enrica-Maria Modugno, Gilbert Salachas, Helma Sanders Brahms, Simon Sismi

#### Film in concorso
- Festa di laurea di Pupi Avati
- L'ultima mazurka di Gianfranco Bettetini
- La seconda notte di Nino Bizzarri
- GiovanniSenzaPensieri di Marco Colli
- La donna del traghetto di Amedeo Fago
- Sembra morto ma è solo svenuto di Felice Farina
- La ballata di Eva di Francesco Longo
- La sposa americana di Giovanni Soldati
- Orpheus di Maurizio Forestieri

#### Premi
- Grand prix Annecy Cinéma Italien: Marco Colli per GiovanniSenzaPensieri
- Menzione speciale della giuria a Felice Farina per Sembra morto ma è solo svenuto
- Premio “Incontro Cinema Italiano” a Orpheus di Maurizio Forestieri

### 1987

#### Giuria
Remo Forlani, Jean-Marie Drot, Jean-Charles Tacchella, Pierre Maillard, Piera Degli Esposti, Magali Noël

#### Film in concorso
- L'imperatore di Roma di Nico D'Alessandria
- I soliti ignoti vent'anni dopo di Amanzio Todini
- Una domenica sì di Cesare Bastelli
- A fior di pelle di Gianluca Fumagalli
- Remake di Ansano Giannarelli
- Didone non è morta di Lina Mangiacapre
- Notte italiana di Carlo Mazzacurati
- Regina di Salvatore Piscicelli

#### Premi
- Grand prix Annecy Cinéma Italien: Carlo Mazzacurati per Notte italiana
- Premio speciale della giuria a Gianluca Fumagalli per A fior di pelle

### 1988

#### Giuria
Sergio Leone, Véra Belmont, Luc Béraud, Giulia Boschi, Claudio G. Fava, Christophe Klopfenstein, Jean Labbé

#### Film in concorso
- Maicol di Mario Brenta
- Zoo di Cristina Comencini
- Stesso sangue di Egidio Eronico e Sandro Cecca
- Affetti speciali di Felice Farina
- La maschera di Fiorella Infascelli
- Una notte, un sogno di Massimo Manuelli
- Gentili signore di Adriana Monti
- I giorni randagi di Filippo Ottoni
- Giallo alla regola di Stefano Roncoroni
- Rorret di Fulvio Wetzl

#### Premi
- Grand prix Annecy Cinéma Italien: Cristina Comencini per Zoo
- Menzione speciale della giuria a Felice Farina per Affetti speciali
- Prix Cicae ex aequo:Fulvio Wetzl per Rorret, Mario Brenta per Maicol

### 1989

#### Giuria
Leonardo Benvenuti, Orazio Gavioli, Claude Goretta, Jean Lescure, Gérard Mordillat, Elena Sofia Ricci

#### Film in concorso
- Musica per vecchi animali di Stefano Benni e Umberto Angelucci
- Comprarsi la vita di Domenico Campana
- Corsa di primavera di Giacomo Campiotti
- Odore di pioggia di Nico Cirasola
- Il prete bello di Carlo Mazzacurati
- Nostos - Il ritorno di Franco Piavoli
- Un uomo di razza di Bruno Rasia
- Affettuose lontananze di Sergio Rossi
- Marrakech Express di Gabriele Salvatores
- Piccoli equivoci di Ricky Tognazzi

#### Premi
- Grand prix Annecy Cinéma Italien: Carlo Mazzacurati per Il prete bello
- Menzione speciale della giuria a Stefano Benni e Umberto Angelucci per Musica per vecchi animali e a Nico Cirasola per Odore di pioggia
- Premio Sergio Leone a Pupi Avati per Storia di ragazzi e di ragazze

### 1990

#### Giuria
Monique Annaud, Laura Morante, Luciano Emmer, Stefano Rolando, Michel Soutter

#### Film in concorso
- Sulle ali della follia di Antonio Baiocco
- Il senso della vertigine di Paolo Bologna
- Ma non per sempre di Marzio Casa
- Io, Peter Pan di Enzo Decaro
- Matilda di Antonietta De Lillo e Giorgio Magliulo
- Roma-Paris-Barcelona di Paolo Grassini e Italo Spinelli
- C'è posto per tutti di Giancarlo Planta
- Qualcosa di Don Orione di Marcello Siena
- L'aria serena dell'ovest di Silvio Soldini
- Con i piedi per aria di Vincenzo Verdecchi

#### Premi
- Grand prix Annecy Cinéma Italien: Silvio Soldini per L'aria serena dell'ovest
- Menzione speciale della giuria a Antonietta De Lillo e Giorgio Magliulo per Matilda
- Premio Sergio Leone a Gianni Amelio per Porte aperte

### 1991

#### Giuria
Suso Cecchi D'Amico, Véra Belmont, Annie Girardot, Valérie Kaprisky, Ernest Pignon-Ernest, Serge Toubiana

#### Film in concorso
- Italia-Germania 4 a 3 di Andrea Barzini
- L'attesa di F. Borrelli
- Vito e gli altri di Antonio Capuano
- Mezzaestate di Daniele Costantini
- Americano rosso di Alessandro D'Alatri
- Antelope Cobbler di Antonio Falduto
- Condominio di Felice Farina
- Café La Mama di Gianluca Fumagalli
- Barocco di Claudio Sestieri
- Dove comincia la notte di Maurizio Zaccaro

#### Premi
- Grand prix Annecy Cinéma Italien: Felice Farina per Condominio
- Menzione speciale della giuria a Antonio Falduto per Antelope Cobbler
- Premio Sergio Leone a Fabio Carpi per L'amore necessario

### 1992

#### Giuria
Marushka Detmers, Marie Laforêt, Age, Jean-Marie Drot, Alberto Lattuada, Claude Sautet, Jacques Siclier

#### Film in concorso
- Cinecittà... Cinecittà di Vincenzo Badolisani
- Nottataccia di Duccio Camerini
- Complicazioni nella notte di Sandro Cecca
- Lettera da Parigi di Ugo Fabrizio Giordani
- Ambrogio di Wilma Labate
- Grazie al cielo, c'è Totò di Stefano Pomilia
- Verso sud di Pasquale Pozzessere
- Manila Paloma Blanca di Daniele Segre
- Nero di Giancarlo Soldi
- Quattro figli unici di Fulvio Wetzl

#### Premi
- Grand prix Annecy Cinéma Italien: Pasquale Pozzessere per Verso sud
- Menzione speciale della giuria a tre film quali: Cinecittà... Cinecittà, Manila Paloma Blanca, Quattro figli unici
- Premio Sergio Leone a Giuseppe Bertolucci per Segreti segreti
- Premio del Pubblico a Fulvio Wetzl per Quattro figli unici

### 1993

#### Giuria
Gilles Jacob, Marthe Keller, Maria Schneider, Marco Bellocchio, Gianpiero Brunetta, Vincenzo Consolo

#### Film in concorso
- Veleno di Bruno Bigoni
- Libera di Pappi Corsicato
- Teste rasate di Claudio Fragasso
- Portagli i miei saluti di Gianna Maria Garbelli
- Gangsters di Massimo Guglielmi
- Donne in un giorno di festa di Salvatore Maira
- Il tuffo di Massimo Martella
- Fine dell'intervista di Stefano Roncoroni
- Il giorno di San Sebastiano di Pasquale Scimeca
- Bonus Malus di Vito Zagarrio

#### Premi
- Grand prix Annecy Cinéma Italien: Salvatore Maira per Donne in un giorno di festa
- Premio speciale della giuria a Massimo Martella per Il tuffo
- Premio Sergio Leone a Carlo Verdone per Al lupo al lupo

### 1994

#### Giuria
Gillo Pontecorvo, Guido Chiesa, Lina Nerli-Tavani, Mario Brenta, Freddy Buache, Max Gallo

#### Film in concorso
- Strane storie di Sandro Baldoni
- Quando le montagne finiscono di Daniele Carnacina
- Babylon: la paura è la migliore amica dell'uomo di Guido Chiesa
- Tutti gli anni una volta l'anno di Gianfrancesco Lazotti
- Padre e figlio di Pasquale Pozzessere
- Se c'è rimedio perché ti preoccupi? di Carlo Sarti
- Da qualche parte in città di Michele Sordillo
- Portami via di Gianluca Maria Tavarelli
- Per amore, solo per amore di Giovanni Veronesi
- L'Articolo 2 di Maurizio Zaccaro

#### Premi
- Grand prix Annecy Cinéma Italien: Gianluca Maria Tavarelli per Portami via
- Premio speciale della giuria a Sandro Baldoni per Strane storie
- Premio Sergio Leone a Carlo Mazzacurati per Il toro

### 1995

#### Giuria
Ornella Muti, Andréa Ferreol, Marcel Jullian, Raphaëlle Billetdoux, Philippe De Broca, Agenore Incrocci

#### Film in concorso
- Diario senza date di Roberto Andò
- Peggio di così si muore di Marcello Cesena
- Io e il re di Lucio Gaudino
- Il verificatore di Stefano Incerti
- Empoli 1921: film in rosso e in nero di Ennio Marzocchini
- Banditi di Stefano Mignucci
- L'anno prossimo vado a letto alle dieci di Angelo Orlando
- Il mondo alla rovescia di Isabella Sandri
- Era meglio morire da piccoli di Isabella Sandri[senza fonte]
- Marciando nel buio di Massimo Spano

#### Premi
- Grand prix Annecy Cinéma Italien: Ennio Marzocchini per Empoli 1921: film in rosso e in nero
- Premio speciale della giuria a Massimo Spano per Marciando nel buio
- Premio Sergio Leone a Daniele Luchetti per La scuola

### 1996
- Premio Sergio Leone a Sergio Citti per I magi randagi

### 1997
- Premio Sergio Leone a Maurizio Zaccaro per Il carniere

### 1998

#### Giuria
Philomène Esposito, André Asseo, Richard Boidin, Vincenzo Cerami, Maurizio Nichetti

#### Film in concorso
- L'odore della notte di Claudio Caligari
- Domani di Giulio Ciarambino
- Oltremare - Non è l'America di Nello Correale
- Figli di Annibale di Davide Ferrario
- Tre storie di Piergiorgio Gay e Roberto San Pietro
- L'anniversario di Mario Orfini
- Il più lungo giorno di Roberto Riviello
- La stanza dello scirocco di Maurizio Sciarra
- Vite in sospeso di Marco Turco
- Prima la musica, poi le parole di Fulvio Wetzl

#### Premi
- Grand prix Annecy Cinéma Italien: Maurizio Sciarra per La stanza dello scirocco
- Premio Sergio Leone a Peter Del Monte per La ballata dei lavavetri

### 1999
- Premio Sergio Leone a Giuseppe Piccioni per Fuori dal mondo

### 2000
- Premio Sergio Leone a Marco Tullio Giordana per I cento passi

Gran Prix a Pasquale Scimeca per "Placido Rizzotto" nota: fonte https://www.cinemaitaliano.info/film/00097/festival/placido-rizzotto.html

### 2001
- Premio Sergio Leone a Francesca Archibugi per Domani

### 2002
- Grand prix Annecy Cinéma Italien: Daniele Vicari per Velocità massima
- Premio speciale della giuria a Luca Miniero e Paolo Genovese per Incantesimo napoletano
- Premio per l'interpretazione femminile ex aequo a Barbara Valmorin e Maria Grazia Grassini, nel film Vecchie e a Maya Sansa e Regina Orioli, nel film Benzina
- Premio per l'interpretazione maschile a Valerio Mastandrea nel film Velocità massima
- Premio Sergio Leone a Silvio Soldini per Brucio nel vento

### 2003
- Grand prix Annecy Cinéma Italien: Michelangelo Frammartino per Il dono
- Premio speciale della giuria a Piero Sanna per La destinazione
- Premio per l'interpretazione maschile a Elio Germano nel film Liberi
- Premio Sergio Leone a Pasquale Scimeca per Gli indesiderabili

### 2004
Film in competizione:
- Fame chimica di Antonio Bocola e Paolo Vari
- Il vestito da sposa di Fiorella Infascelli
- La spettatrice di Paolo Franchi
- Miracolo a Palermo! di Beppe Cino
- Nema problema di Giancarlo Bocchi
- Occhi di cristallo di Eros Puglielli
- Ora e per sempre di Vincenzo Verdecchi
- Quello che cerchi di Marco Simon Puccioni
- Radio West (film) di Alessandro Valori

Premi:
- Grand prix Annecy Cinéma Italien: Paolo Vari e Antonio Bocola per Fame chimica
- Premio speciale della giuria a Giancarlo Bocchi per Nema problema
- Menzione speciale della giuria all'insieme degli attori del film Miracolo a Palermo!
- Premio per l'interpretazione femminile a Barbora Bobuľová nel film La spettatrice
- Premio per l'interpretazione maschile a Marco Foschi nel film Fame chimica
- Premio Sergio Leone a Francesca Comencini per Mi piace lavorare (Mobbing)

### 2005
Presidente della 24 edizione del festival: Giuseppe Piccioni
Film in competizione:
- ...e se domani di Giovanni La Parola
- Alla luce del sole di Roberto Faenza
- Fortezza Bastiani di Michele Mellara et Alessandro Rossi
- I fratelli d'Italia di Roberto Quagliano
- La passione di Giosuè l'ebreo di Pasquale Scimeca
- Nessun messaggio in segreteria di Paolo Genovese e Luca Miniero
- Sopra e sotto il ponte di Alberto Bassetti
- Tu devi essere il lupo di Vittorio Moroni

Premi:
- Grand prix Annecy Cinéma Italien: Francesco Munzi per Saimir
- Premio speciale della giuria a Giovanni La Parola per ...e se domani
- Menzione speciale della giuria a Stefano Rulli per Un silenzio particolare
- Premio per l'interpretazione femminile a Sabrina Impacciatore nel film ...e se domani
- Premio per l'interpretazione maschile a Paolo Kessisoglu e Luca Bizzarri nel film ...e se domani
- Premio Sergio Leone a Alessandro D'Alatri per La febbre

### 2006
Presidente della 24 edizione del festival: Antoine Santana
Film in competizione:
- 4-4-2 - Il gioco più bello del mondo di Michele Carrillo, Claudio Cupellini, Roan Johnson e Francesco Lagi
- Agente matrimoniale di Christian Bisceglia
- Bérbablù di Luisa Pretolani et Massimiliano Valli
- Il vento fa il suo giro di Giorgio Diritti
- L'estate del mio primo bacio di Carlo Virzì
- Ma che ci faccio qui! di Francesco Amato
- Mai + come prima di Giacomo Campiotti
- Non prendere impegni stasera di Gianluca Maria Tavarelli
- Notte prima degli esami di Fausto Brizzi
- Piano 17 di Manetti Bros.
- Shooting Silvio di Berardo Carboni
- Sotto la stessa luna di Carlo Luglio

Premi:
- Grand prix Annecy Cinéma Italien: Giorgio Diritti per Il vento fa il suo giro
- Premio speciale della giuria a Gianluca Maria Tavarelli per Non prendere impegni stasera
- Menzione speciale della giuria a Carlo Luglio per Sotto la stessa luna
- Premio per l'interpretazione femminile a Chiara Nicola nel film Ma che ci faccio qui!
- Premio per l'interpretazione maschile a Gigio Alberti nel film 4-4-2 - Il gioco più bello del mondo
- Premio Sergio Leone a Giacomo Campiotti per Mai + come prima

### 2007
Presidente della 25 edizione del festival: Ettore Scola
Film in competizione:
- Baciami piccina di Roberto Cimpanelli
- Io, l'altro di Mohsen Melliti
- L'uomo di vetro di Stefano Incerti
- La ragazza del lago di Andrea Molaioli
- Mi fido di te di Massimo Venier
- Non pensarci di Gianni Zanasi
- Notturno Bus di Davide Marengo
- Riparo di Marco Simon Puccioni
- SoloMetro di Marco Cucurnia
- Valzer di Salvatore Maira

Premi:
- Grand prix Annecy Cinéma Italien: Marco Simon Puccioni per Riparo
- Premio speciale della giuria a Mohsen Melliti per Io, l'altro
- Premio per l'interpretazione femminile a Antonia Liskova nel film Riparo
- Premio per l'interpretazione maschile a David Coco nel film L'uomo di vetro
- Premio Sergio Leone a Gianni Zanasi per l'insieme delle sue opere
- Premio CICAE a Salvatore Maira per Valzer
- Premio del pubblico a Roberto Cimpanelli per Baciami piccina
- Premio dei lettori di Dauiphiné Libéré a Mohsen Melliti per Io, l'altro

### 2008
Presidente della 26 edizione del festival: Jean Musitelli
Film in competizione:
- All'amore assente di Andrea Adriatico
- Aspettando il sole di Ago Panini
- Il rabdomante di Fabrizio Cattani
- Lascia perdere, Johnny! di Fabrizio Bentivoglio
- Lezioni di cioccolato di Claudio Cupellini
- Riprendimi di Anna Negri
- Se chiudi gli occhi di Lisa Romano
- Sleeping Around di Marco Carniti
- Tutto torna di Enrico Pitzianti

Premi:
- Grand prix Annecy Cinéma Italien: Lisa Romano per Se chiudi gli occhi
- Premio Speciale della Giuria a Andrea Adriatico per All'amore assente
- Premio per l'interpretazione femminile a Alba Caterina Rohrwacher nel film Riprendimi
- Premio per l'interpretazione maschile a Giuseppe Cederna nel film Aspettando il sole
- Premio Sergio Leone a Paolo Virzì per l'insieme delle sue opere

### 2009
Presidente della 27 edizione del festival: Irene Bignardi
Film in competizione:
- Sbirri di Roberto Burchielli
- Diverso da chi ? di Umberto Carteni
- Non è ancora domani (La pivellina) di Tizza Covi e Rainer Frimmel
- Aria di Valerio D'Annunzio
- Pandemia di Lucio Fiorentino
- La bella gente di Ivano De Matteo
- Good Morning Aman di Claudio Noce
- Dall'altra parte del mare di Jean Sarto
- Velma di Piero Tomaselli

Premi:
- Grand prix Annecy Cinéma Italien a Ivano de Matteo per La Bella Gente
- Premio Speciale della Giuria a Tizza Covi e Rainer Frimmel per Non è ancora domani (La pivellina)
- Premio per l'interpretazione femminile a Patrizia Gerardi nel film Non è ancora domani (La pivellina)
- Premio per l'interpretazione maschile a Filippo Nigro nel film Diverso da chi ?
- Premio Sergio Leone a Edoardo Winspeare per l'insieme delle sue opere

### 2010
Presidente della 28 edizione del festival: Anna Bonaiuto
Film in competizione:
- Diciotto anni dopo di Edoardo Leo
- Alza la testa di Alessandro Angelini
- Basilicata coast to coast di Rocco Papaleo
- Exit: una storia personale di Massimiliano Amato
- Hai paura del buio di Massimo Coppola
- Il primo incarico di Giorgia Cecere
- Into Paradiso di Paola Livia Randi
- La pecora nera di Ascanio Celestini
- Le quattro volte di Michelangelo Frammartino

Premi:
- Grand Prix Annecy Cinéma Italien a Michelangelo Frammartino per Le quattro volte
- Premio Speciale della Giuria ad Ascanio Celestini per La pecora nera
- Premio per l'interpretazione femminile a Alexandra Pirici nel film Hai paura del buio
- Premio per l'interpretazione maschile a Luca Guastini nel film Exit: una storia personale
- Menzione Speciale della Giuria a Carlotta Natoli nel film Diciotto anni dopo
- Menzione Speciale della Giuria a Pia Lanciotti nel film Alza la testa
- Premio CICAE - Pierre Todeschini a Michelangelo Frammartino per Le quattro volte
- Menzione Speciale CICAE a Max Amato per Exit: una storia personale
- Grand Prix du Documentaire Annecy Cinéma Italien a Stefano Savona per Piombo fuso
- Premio Speciale della Giuria Documentari a Paola Sangiovanni per Ragazze la vita trema ed a Andrea Caccia per La vita al tempo della morte
- Premio del documentario CEZAM a Stefano Cattini per L'isola dei sordobimbi
- Premio Sergio Leone a Stefano Incerti per l'insieme delle sue opere
- Premio del Pubblico - Ville d'Annecy 2010 a Edoardo Leo per Diciotto anni dopo

### 2011
Presidente della 29 edizione del festival: Marco Risi
Film in competizione:
- Et in terra pax di Matteo Botrugno e Daniele Colucci
- Scialla! (Stai sereno) di Francesco Bruni
- Tutti al mare di Matteo Cerami
- Sulla strada di casa di Emiliano Corapi
- Sette opere di misericordia di Gianluca De Serio e Massimiliano De Serio
- Tatanka di Giuseppe Gagliardi
- Il gioiellino di Andrea Molaioli
- Maledimiele di Marco Pozzi
- Corpo celeste di Alice Rohrwacher

Premi:
- Grand Prix Annecy Cinéma Italien a Gianluca De Serio e Massimiliano De Serio per Sette opere di misericordia
- Premio Speciale della Giuria ad Emiliano Corapi per Sulla strada di casa
- Premio per l'interpretazione femminile a Benedetta Gargari nel film Maledimiele
- Premio per l'interpretazione maschile a Vinicio Marchioni nel film Sulla strada di casa
- Menzione Speciale della Giuria a Vinicio Marchioni nel film Scialla! (Stai sereno)
- Premio CICAE - Pierre Todeschini a Alice Rohrwacher per Corpo Celeste
- Grand Prix du Documentaire Annecy Cinéma Italien a Vito Palmieri per Il valzer dello zecchino
- Premio Speciale della Giuria Documentari a Giovanna Taviani per Fughe e approdi
- Premio del documentario giuria giovane a Gustav Hofer e Luca Ragazzi per Italy: Love It, or Leave It
- Premio Sergio Leone a Daniele Gaglianone per l'insieme delle sue opere
- Premio del Pubblico - Ville d'Annecy 2011 a Giuseppe Gagliardi per Tatanka

### 2012
Presidente della 30 edizione del festival: Pascal Thomas
Film in competizione:
- Tutti i rumori del mare di Federico Brugia
- Tra 5 minuti in scena di Laura Chiossone
- Transeurope Hotel di Luigi Cinque
- La kryptonite nella borsa di Ivan Cotroneo
- Padroni di casa di Edoardo Gabbriellini
- Cavalli di Michele Rho
- Il pasticciere di Luigi Sardiello
- Workers - Pronti a tutto di Lorenzo Vignolo

Premi:
- Grand Prix Annecy Cinéma Italien ad Ivan Cotroneo per La kryptonite nella borsa
- Premio Speciale della Giuria ad Federico Brugia per Tutti i rumori del mare
- Premio per l'interpretazione femminile a Valeria Golino nel film La kryptonite nella borsa
- Premio per l'interpretazione maschile ad Alessandro Tiberi nel film Workers - Pronti a tutto
- Premio CICAE - Pierre Todeschini a Laura Chiossone per Tra 5 minuti in scena
- Grand Prix du Documentaire Annecy Cinéma Italien a Clemente Bicocchi per Africa nera marmo bianco
- Premio Speciale della Giuria Documentari ex aequo a Franco Basaglia per Le perle di ritorno, odissea di un vetraio africano e a Sophie Chiarello e Anna Lisa Chiarello per Ritals - Domani me ne vado
- Premio del documentario giuria giovane a Claudia Cipriani per Lasciando la baia del re
- Premio Sergio Leone a Daniele Vicari per l'insieme delle sue opere
- Premio del Pubblico - Ville d'Annecy 2012 a Michele Rho per Cavalli

### 2013
Film in competizione:
- 31 gradi Kelvin di Giovanni Calvaruso
- Acqua fuori dal ring di Joel Stangle
- All'ombra della croce di Alessandro Pugno
- Amoreodio di Cristian Scardigno
- Nina di Elisa Fuksas
- Noi non siamo come James Bond di Mario Balsamo
- La prima neve di Andrea Segre
- Razzabastarda di Alessandro Gassman
- Su Re di Giovanni Columbu
- La variabile umana di Bruno Oliviero

Premi:
- Menzione speciale Compétition Documentaire - All'ombra della croce di Alessandro Pugno
- Miglior attrice - Amoreodio di Cristian Scardigno
- Premio CICAE - Nina di Elisa Fuksas
- Premio Speciale della Giuria Compétition Documentaire - Noi non siamo come James Bond di Mario Balsamo
- Grand Prix, Prix du Public - La prima neve di Andrea Segre
- Premio Speciale della Giuria, Miglior Attore - La variabile umana di Bruno Oliviero
- Premio Sergio Leone a Roberto Andò per l'insieme delle sue opere